# Рембешув
Рембешув (пол. Rembieszów) — село в Польщі, у гміні Заполиці Здунськовольського повіту Лодзинського воєводства.
Населення — 365 осіб (2011).
У 1975—1998 роках село належало до Серадзького воєводства.

## Демографія
Демографічна структура станом на 31 березня 2011 року:
|          | Загалом | Допрацездатний вік | Працездатний вік | Постпрацездатний вік |
| -------- | ------- | ------------------ | ---------------- | -------------------- |
| Чоловіки | 180     | 48                 | 118              | 14                   |
| Жінки    | 185     | 35                 | 105              | 45                   |
| Разом    | 365     | 83                 | 223              | 59                   |